# Cábila (Bulgária)
Cábila (em búlgaro: Кабиле; romaniz.: Kabyle), anteriormente chamada de Izvor (lit. "fonte de água"), é uma vila situada no sudeste da Bulgária, na região de Yugoiztochen, na província de Iambol, no município de Tundja. Em suas imediações estão as ruínas da antiga cidade trácia homônima (em grego clássico: Καβύλε; romaniz.: Kabýle), que teve importante papel como fortaleza durante a Antiguidade e começo da Idade Média.

## Geografia
A vila está localizada a 7 quilômetros ao norte de Iambol. O pico de Zaichi, a última colina da cordilheira de Sredna Gora, pode ser encontrada a 1,5 quilômetros de Cábila. A estrada que liga Iambol à vila de Jeliu Voivoda (na província de Sliven) passa através dela, bem como a estrada que liga Iambol à vila de Drajevo.